# STS-111

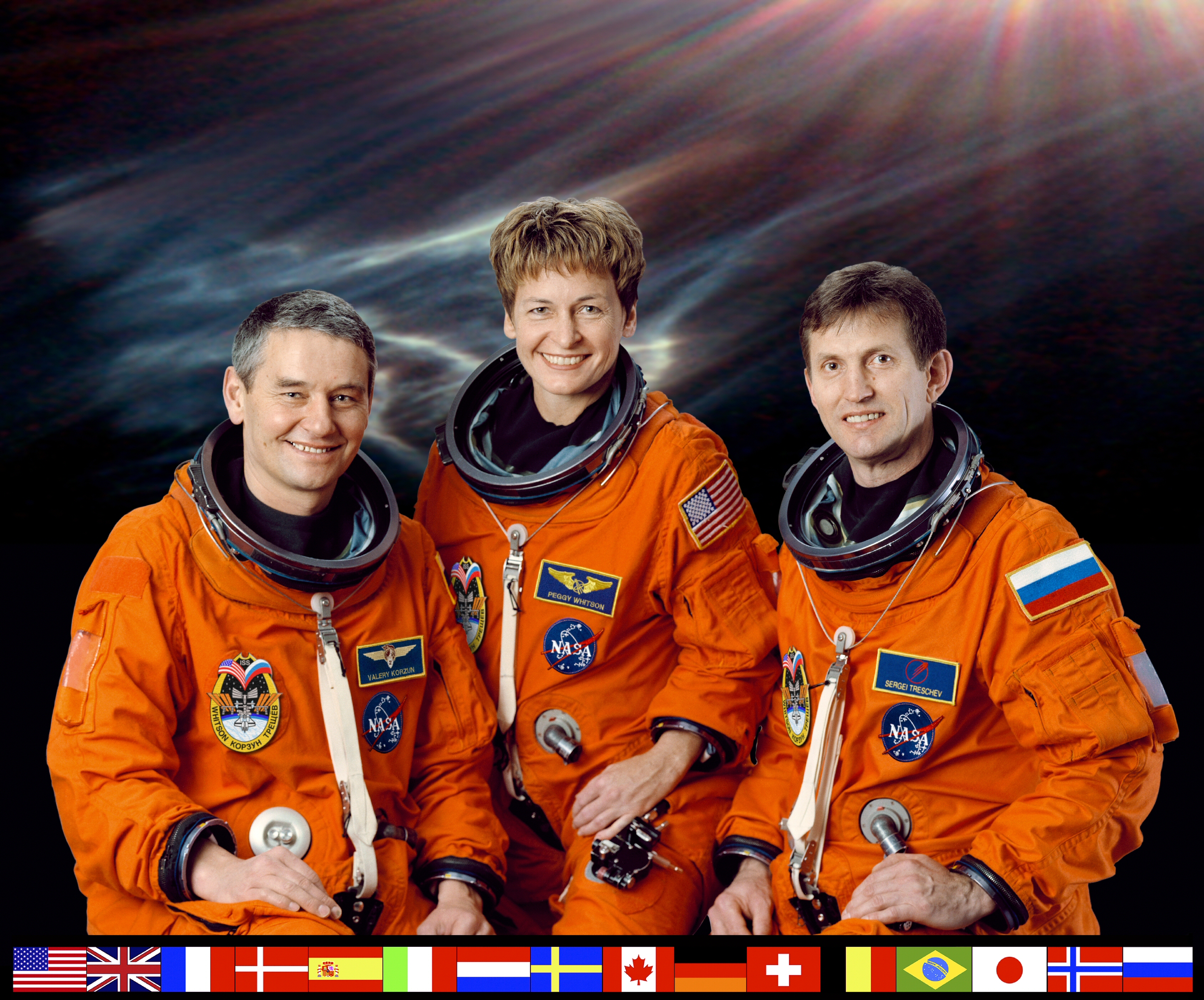
Przywieziona załoga 5 (od lewej): Walerij Korzun, Peggy Whitson i Siergej Trieszczow

STS-111 (ang. Space Transportation System) – misja wahadłowca Endeavour do Międzynarodowej Stacji Kosmicznej, która miała za cel dostarczenie zaopatrzenia i wymianę załóg 4 i 5 ISS.
Był to osiemnasty lot promu kosmicznego Endeavour i sto dziesiąty programu lotów wahadłowców.

## Załoga
źródło
- Kenneth Cockrell (5)* – dowódca
- Paul Lockhart (1) – pilot
- Franklin R. Chang-Díaz (7) – specjalista misji 2
- Philippe Perrin (1) – specjalista misji 1 (CNES, Francja)

## Przywieziona piąta załoga ISS
- Walerij Korzun (2) – dowódca ISS (RKA, Rosja)
- Peggy A. Whitson (1) – inżynier pokładowy ISS
- Siergiej Trieszczow (1) – inżynier pokładowy ISS (RKK Energia, Rosja)

## Odwieziona na Ziemię 4 załoga ISS
- Jurij Onufrijenko (2) – dowódca ISS (RKA, Rosja)
- Carl E. Walz (4) – inżynier pokładowy ISS
- Daniel W. Bursch (4) – inżynier pokładowy ISS

*(liczba w nawiasie oznacza liczbę lotów odbytych przez każdego z astronautów)

## Parametry misji
- Masa:
  - startowa orbitera: 116 523 kg
  - lądującego orbitera: 99 385 kg
  - ładunek: 12 058 kg
- Perygeum: 349 km[4]
- Apogeum: 387 km[4]
- Inklinacja: 51,6°[4]
- Okres orbitalny: 91,9 min[4]

## Dokowanie do stacji ISS
- Połączenie z ISS: 7 czerwca 2002, 16:25:00 UTC[1]
- Odłączenie od ISS: 15 czerwca 2002, 14:32:00 UTC[1]
- Łączny czas dokowania: 7 dni 22 godziny 7 minut

## Spacery kosmiczne
- Franklin Chang-Diaz i Philippe Perrin – EVA 1
  - Początek EVA 1: 9 czerwca 2002 – 15:27 UTC
  - Koniec EVA 1: 9 czerwca – 22:41 UTC
  - Łączny czas trwania: 7 h, 14 min

- Franklin Chang-Diaz i Philippe Perrin – EVA 2
  - Początek EVA 2: 11 czerwca 2002 – 15:27 UTC
  - Koniec EVA 2: 11 czerwca – 22:41 UTC
  - Łączny czas trwania: 5 h, 00 min

- Franklin Chang-Diaz i Philippe Perrin – EVA 3
  - Początek EVA 3: 13 czerwca 2002 – 15:16 UTC
  - Koniec EVA 3: 13 czerwca – 22:33 UTC
  - Łączny czas trwania: 7 h, 17 min

## Cel misji
Czternasty lot wahadłowca na stację kosmiczną ISS – dostawa zapasów w kontenerze MPLM Leonardo i powrót czwartej załogi orbitalnej (przyleciała na stację w misji STS-108 i spędziła 195 dni 19 godzin 41 minut w kosmosie), którą zastąpiła załoga piąta.